# Вагин, Леонид Иванович
Леонид Иванович Вагин (1905—1976) — советский военачальник, участник советско-финской и Великой Отечественной войн, Герой Советского Союза (6 апреля 1945 года). Генерал-майор (17.11.1943).

## Молодость и довоенная служба
Леонид Вагин родился 18 февраля 1905 года в Тифлисе (ныне — Тбилиси, Грузия) в семье служащего. После окончания школы работал посыльным в «Союзе городов Красного Креста», помощником шофёра, чернорабочим на мельнице, по найму на полевых работах.
В марте 1921 года добровольцем вступил на службу в Рабоче-крестьянскую Красную Армию, был пулемётчиком бронепоезда № 1 «Советская Грузия». В марте 1922 — январе 1923 года учился на пулемётных курсах при 3-м Грузинском стрелковом полку. Во время учёбы весной 1922 года в составе сводного отряда курсантов участвовал в подавлении восстания в Верхней Сванетии. В 1923 году служил пулемётчиком бронепоезда № 204 «Карл Маркс», в том же году окончил учебную бронероту № 4, после окончания которой служил помощником водителя бронемашины 17-го отдельного бронеотряда имени 3-го Интернационала Отдельной Кавказской армии. И в конце того же года направлен на учёбу.
В 1926 году Л. И. Вагин окончил Тифлисскую пехотную школу, после чего направлен в войска ОГПУ, в которых проходила его дальнейшая служба на протяжении 15 лет. С октября 1926 года служил в 8-м отдельном Закавказском полку ОГПУ: командир взвода, командир бронемашины, командир бронедивизиона. Принимал участие в подавлении антисоветских мятежей в Армении и Азербайджане в 1930—1931 годах, в борьбе с бандитизмом в Закавказье. За боевые отличия награждён именными серебряными часами с надписью «За беспощадную борьбу с бандитизмом». В 1930 году вступил в ВКП(б). С декабря 1933 по май 1935 года учился в Высшей пограничной школе в Москве. С мая 1935 по август 1937 года — командир-военком 109-го отдельного дивизиона войск НКВД (м. Загес, Грузинская ССР).
С августа 1937 года учился в Московском институте востоковедения имени Нариманова, окончил в январе 1940 года. Сразу после выпуска был направлен на фронт советско-финской войны, назначен помощником начальника штаба 1-го Мурманского пограничного полка НКВД, а в конце февраля стал адъютантом по разведке при помощнике командующего 15-й армией по охране и обороне тыла армии (им был К. И. Ракутин). С апреля 1940 года майор Вагин служил старшим помощником начальника отделения в штабе пограничных войск НКВД Казахского пограничного округа.

## Великая Отечественная война
В июле 1941 года майор Вагин был назначен начальником строевого отделения 249-й стрелковой дивизии, формирующейся на основе пограничников и военнослужащих внутренних войск в Московском военном округе под Загорском. К концу месяца дивизия прибыла на фронт Великой Отечественной войны и была включена в 31-ю армию Резервного фронта. Тогда Вагин был назначен командиром отдельного разведбатальона дивизии, в сентябре — начальником штаба 925-го стрелкового полка, в январе 1942 — командиром 917-го стрелкового полка той же дивизии. В составе 22-й армии и 4-й ударной армии Калининского фронта принимал участие в Смоленском сражении, битве за Москву, Торопецко-Холмской наступательной операции. При штурме города Андреаполь Калининской области 16 января 1942 года был ранен пулей в грудь навылет, лечился в госпитале в Осташкове. За отличные действия в Московской битве дивизия и всем её полкам в феврале 1942 года были присвоены гвардейские звания, 917-й стрелковый полк стал 43-м гвардейским стрелковым полком, а 249-я стрелковая дивизия — 16-й гвардейской стрелковой дивизией.
В марте Вагин вернулся в строй и вновь принял командование своим, уже гвардейским полком, который в 30-й армии участвовал в первой Ржевско-Сычевской наступательной операции. 18 августа 1942 года подполковник Л. И. Вагин назначен командиром 52-й стрелковой дивизии 30-й армии Калининского фронта. В бою 23 августа получил контузию. В январе 1943 года дивизия была переброшена на Юго-Западный фронт и передана в 3-ю танковую армию. Принимала участие в Харьковской наступательной и в Харьковской оборонительной операциях. В конце февраля 1943 года в ходе немецкого контрнаступления дивизия попала в окружение под Барвенково, при прорыве к своим понесла большие потери в людях и лишилась практически всей техники. После выхода к своим, не получив пополнения, была передана 57-й армии и занимала оборону под Чугуевым. В таком состоянии дивизия не выполнила боевой задачи, за что 3 мая 1943 года полковник Вагин был отстранён от должности командира 52-й стрелковой дивизии.
В том же месяце был назначен заместителем командира 48-й гвардейской стрелковой дивизии в 57-й армии. С 31 мая по 2 июля временно исполнял должность командира дивизии.
С 29 июля 1943 года Вагин командовал 79-й гвардейской стрелковой дивизией 28-го гвардейского стрелкового корпуса 8-й гвардейской армии, сменив на этой должности скончавшегося генерала Батюка. Руководил действиями дивизии в Донбасской, Запорожской, Нижнеднепровской, Никопольско-Криворожской, Березнеговато-Снигирёвской, Одесской, Люблин-Брестской наступательных операциях. Дивизия принимала участие в освобождении Барвенково, Запорожья, Никополя и Одессы, форсировании Днестра. За успешные действия при штурме Запорожья она была удостоена почётного наименования «Запорожская» (14 октября 1943 года), за образцовое выполнение боевых задач при освобождении города Новый Буг и прорыве обороны противника на реке Ингулец была награждена орденом Суворова II степени (19 марта 1944 года), а за отличные действия в Одесской наступательной операции и за освобождение города Одесса награждена орденом Богдана Хмельницкого II степени (20 апреля 1944 года).
В июне 1944 года дивизия была переброшена на 1-й Белорусский фронт. В июле она освободила Люблин, захватив в плен 1700 вражеских солдат и офицеров. 1 августа 1944 года дивизия после семидесятикилометрового броска неожиданно для врага вышла к Висле и форсировала её, без существенных потерь захватив плацдарм в районе Магнушева. В ходе боёв на плацдарме дивизия отразила большое количество контратак немецких пехотных и танковых сил. За 10 дней боёв на плацдарме (с 1 по 10 августа) воины дивизии уничтожили 65 танков и бронемашин, а также более 2 тысяч солдат и офицеров врага. За эту операцию 13 августа 1944 года Л. И. Вагин был представлен к званию Героя Советского Союза.
Указом Президиума Верховного Совета СССР от 6 апреля 1945 года за «успешное руководство воинскими соединения и проявленные при этом мужество и героизм» гвардии генерал-майор Леонид Вагин был удостоен высокого звания Героя Советского Союза с вручением ордена Ленина и медали «Золотая Звезда».
Во время Висло-Одерской операции в январе 1945 года дивизия под командованием генерала Вагина прорвала три полосы немецкой долговременной обороне по рубежу реки Варта с форсированием её, стремительно прошла с боями через всю Польшу вышла к Одеру. В этой операции воинами дивизии уничтожено до 10 000 и пленено 1 032 солдат и офицеров врага, уничтожено 39 танков, 89 орудия, много другой боевой техники. 3-го (по другим документам 5-го) февраля 1945 года Л. И. Вагин был тяжело ранен в районе Кюстрина и до окончания войны находился в госпитале.

## Послевоенная служба
После окончания войны Л. И. Вагин продолжил службу в Советской Армии. В июле 1945 года он вышел из госпиталя и вновь принял командование 79-й гвардейской стрелковой дивизией. Но вскоре дивизия была переформирована в 20-ю гвардейскую механизированную дивизию, он остался её командиром. Дивизия входила в состав Группы советских оккупационных войск в Германии, штаб её располагался в городе Йена. С февраля 1948 по ноябрь 1953 — командир 36-й гвардейской механизированной дивизии Ленинградского военного округа (штаб дивизии находился в Таллине). Затем его направили на учёбу, в 1954 году он окончил Высшие академические курсы при Высшей военной академии имени К. Е. Ворошилова. С декабря 1954 — заместитель командира 11-го гвардейского стрелкового корпуса (Московский военный округ). С июня 1956 года был начальником Московского суворовского училища. В апреле 1961 года уволен в отставку по болезни.
Проживал в Москве, умер 4 апреля 1976 года. Похоронен на Химкинском кладбище.

## Награды и звания
- Герой Советского Союза (6 апреля 1945)
- Два ордена Ленина (6.04.1945, 1946[6])
- Пять орденов Красного Знамени (30.03.1942, 26.08.1942, 6.11.1943, 3.11.1943[6], 1951[6])
- Орден Суворова  II степени (31.05.1945)
- Медаль «За взятие Берлина»
- Медаль «За освобождение Варшавы»
- Другие медали СССР
- Орден «Virtuti Militari» (Польша)
- Медаль «За Варшаву 1939—1945» (Польша)[2]